# Simsonbrunnen (Gera)

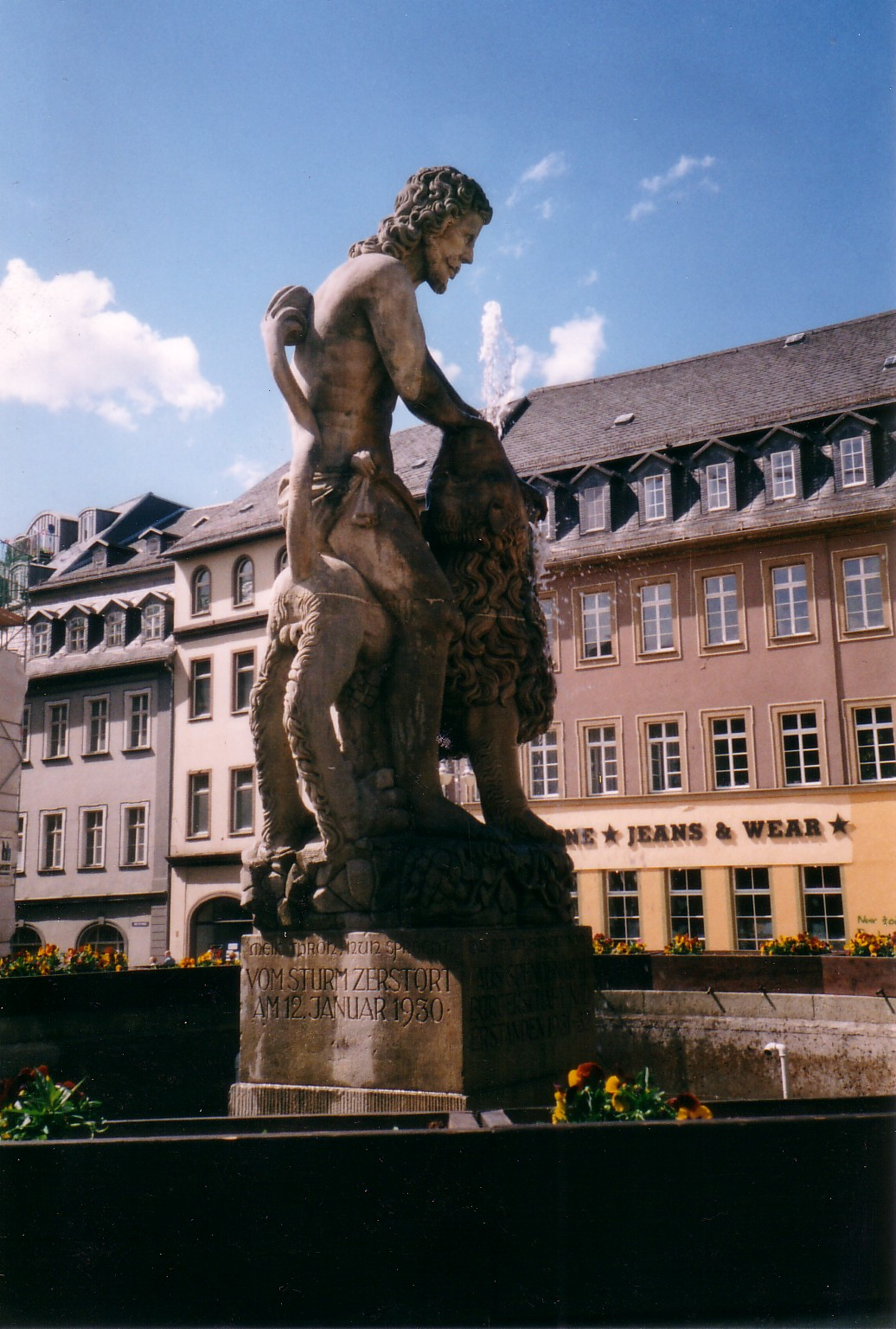
Der Simsonbrunnen

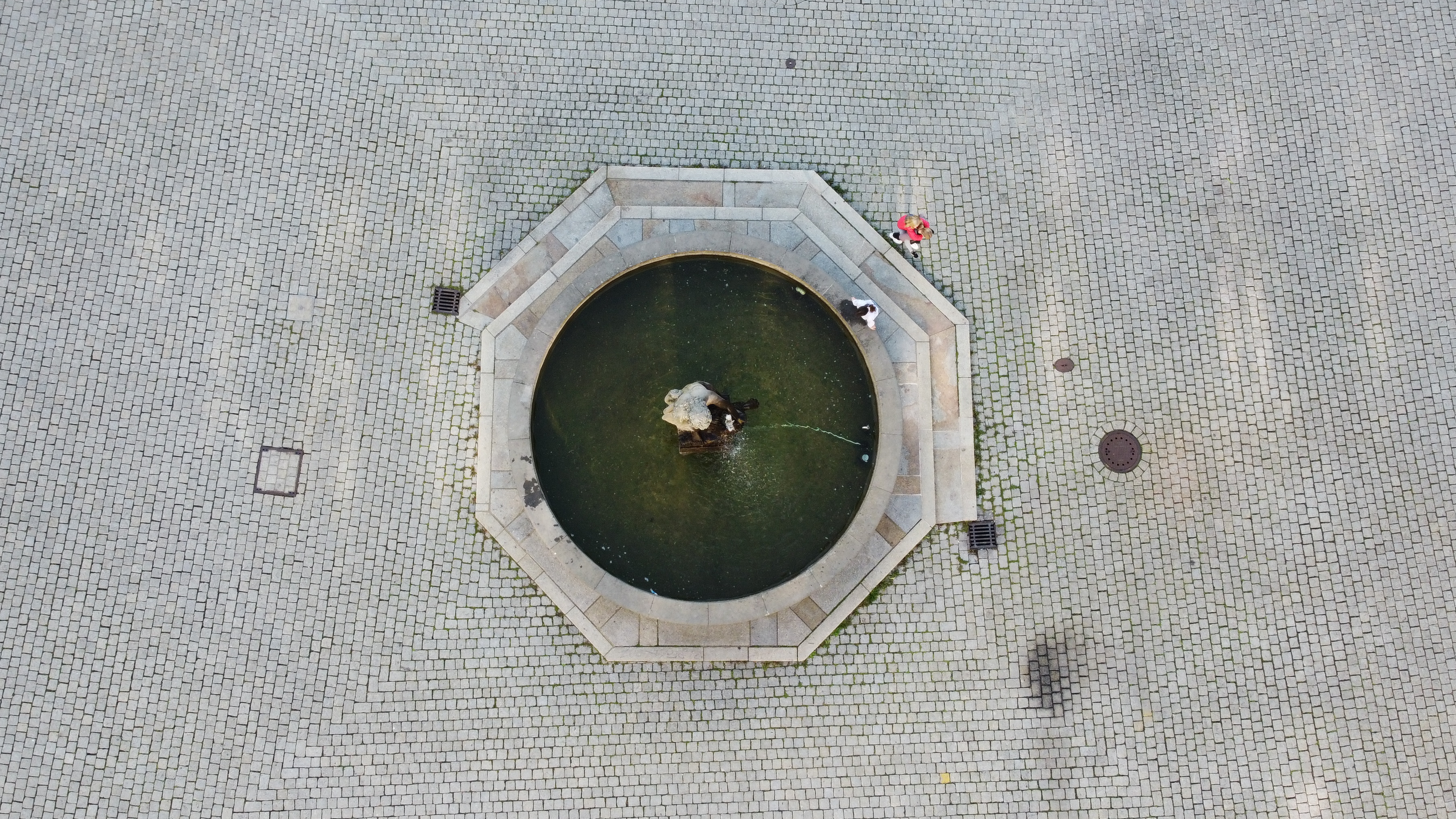
Luftaufnahme des Simsonbrunnens, 2022

Der Simsonbrunnen ist ein Springbrunnen in der Mitte des Geraer Marktes. Die Brunnenfigur stellt den biblischen Löwenbezwinger Samson (oder Simson) dar.

## Geschichte
Der Sandsteinbrunnen wurde 1685 durch den Bildhauer Caspar Junghans d. Ä. aus Rochlitz geschaffen und 1686 aufgestellt. Die ursprüngliche Version bestand aus Falkaer Sandstein. Ursprünglich in einer Ecke des Marktes gelegen, wurde er 1823 in dessen Zentrum platziert. Bis zu dieser Zeit befand sich am Sockel auch eine Inschrift, die die Namen des Bildhauers und der vierzehn damaligen Geraer Ratsherren nannte. Bis 1797 wurde er durch eine vom Geraer Mühlgraben abzweigende Wasserleitung gespeist, danach durch einen 1709 am Rathaus angelegten Tiefbrunnen.
In der Nacht vom 12. zum 13. Januar 1930 wurde die im Lauf der Jahrhunderte bereits stark verwitterte Figur durch einen Sturm zerstört. Zur Wiederherstellung des Brunnens bildeten Geraer Vereine einen Ausschuss zur Wiederherstellung des Simsonbrunnens unter Vorsitz des Pfarrers Franz Simcik. Durch Spenden der Bevölkerung in der damals wohlhabenden Industriestadt konnte die Figur originalgetreu nachgebildet und 1932 wieder aufgestellt werden. Am 24. April 1932 wurde sie feierlich übergeben. Diese Version des Brunnens bestand aus unterfränkischem Muschelkalk aus Kirchheim und wurde von dem Geraer Bildhauermeister Ewald Tympel unter Mitarbeit seines Sohnes Rudolf sowie der Bildhauer Fritz Kröner (Würzburg), Otto Oettel (Gera) und Otto Hager geschaffen.
Bereits 1979 wurde die Brunnenfigur jedoch durch eine weitere, durch den Geraer Bildhauer Heinz Plath geschaffene Kopie ersetzt.